# Lípa v Těrlicku
Lípa v Těrlicku je památný strom lípa velkolistá (Tilia platyphyllos Scop.) v poli U farských lipek v Horním Těrlicku v okrese Karviná v pohoří Podbeskydská pahorkatina v Moravskoslezském kraji.

## Další informace
Na poli nad silnicí I/11 vedoucí do Českého Těšína na parcele č. 745/1 stojí solitér lípa velkolistá.
| Podle zdroje                  | [ 2 ]                       | [ 1 ]                       |
| Výška stromu                  | 15 m                        | 15 m                        |
| Obvod kmene ve výčetní výšce: | 3,60 m                      | 3,90                        |
| Ochranné pásmo                | svislý průměr koruny stromu | svislý průměr koruny stromu |
| Datum vyhlášení               | 1. června 1990              | 1. června 1990              |